# Geoffrey de Donjon
Geoffrey de Donjon (zm. w 1202) – 11 wielki mistrz zakonu joannitów w latach 1193–1202.